# Plectropomus leopardus
Plectropomus leopardus é uma espécie de peixe da família Serranidae.
Pode ser encontrada nos seguintes países: Samoa Americana, Austrália, Brunei, Ilhas Cocos, Fiji, Hong Kong, Indonésia, Japão, Malásia, Micronésia, Nova Caledónia, Marianas Setentrionais, Palau, Papua-Nova Guiné, as Filipinas, Samoa, Singapura, Taiwan, Tailândia e Vietname.
Os seus habitats naturais são: mar aberto e recifes de coral.
Está ameaçada por perda de habitat.